# Жеребёнок (рассказ)
«Жеребёнок» ― рассказ русского советского писателя Михаила Александровича Шолохова, написанный в 1926 году.

## Публикации
Рассказ «Жеребёнок» впервые опубликован в газете «Молодой ленинец», 24 апреля 1926 года, № 94.; № 100, 1 мая. В том же году (1926) рассказ был напечатан в « Журнале крестьянской молодёжи» (№ 18, 20 сентября) и журнале «Прожектор» (№ 19, 15 октября). В сборник «Лазоревая степь» автором включён не был; в 1927 году вышел в Госиздате в составе сборника «О Колчаке, крапиве и прочем». Входил в авторский сборник «О Колчаке, крапиве и прочем» (1927) и «Лазоревая степь. Донские рассказы» (1931).

## Критика
Критик Л. Мышковская, относившая рассказ к произведениям, которые «являются как бы преддверием к „Тихому Дону“, в них даны резко выраженные, очень запоминающиеся по своей остроте и правдивости эпизоды из гражданской войны на Дону». Характеризуя «Жеребёнка», Мышковская писала:
На жестоком фоне войны и взаимоистребления показаны человек и его сердце и неожиданное, но неистребимое непосредственное чувство человечности и жалости, приходящее в конфликт с логикой обстановки и момента. Побеждает человечность, хотя и дорогой ценой ― ценою жизни <...> Глубокая человечность, чувство любви и жалости ко всему живому и беспомощному показаны мастерски в суровых и простых сердцах бойцов. Весь рассказ: описание кобылы, жеребёнка, боёв ― всё проникнуто истинной поэзией, т.е. тем, чем живо настоящее искусство».
Ф. Г. Бирюков, размышляя об оригинальности художественного мышления Шолохова, писал, что в «Жеребёнке» проявилась его (если воспользоваться словами Л. Н. Толстого) «способность усиленного внимания <…> вследствие которого человек, одарённый этой способностью, видит в тех предметах, на которые он направляет своё внимание, нечто новое, такое, чего не видят другие», ― что указывает на глубокое родство писателя с Пушкиным, Некрасовым, Толстым. Проанализировав творческие возможности писателя, проявившие себя в рассказе, исследователь приходит к выводу, что есть в произведении «что-то органическое, произросшее из тучной чернозёмной почвы, как дуб-великан, как сама радующая, вдохновляющая красота. Шолохов достигает удивительного сходства и образа <…> всё это оставляет ощущение очень сложного и мудрого».

## Сюжет
Рассказ представляет собой трогательную, но трагически завершённую историю жеребёнка, появившегося на свет в разгар боевых действий в ходе Гражданской войны на Дону в одном из красноармейских эскадронов. Дважды эскадронный приказывает казаку Трофиму избавиться от жеребёнка, потому что «вид у него домашний, а на войне подобное не полагается»; тем не менее, жеребёнок остаётся в живых, спасаемой той жалостью, которую испытывают к нему казаки. В конце произведения, животному угрожает реальная опасность: он гибнет, попав в коловерть Дона. Не даёт утонуть ему Трофим, сразу после выхода на берег расстрелянный белым офицером.

## Персонажи
- Стешка Ефремов ― красноармеец, друг главного героя рассказа Трофима.

- Офицер ― безымянный офицер казачьей сотни «в парусиновой рубашке»; убивает Трофима после того, как последний спасает жеребёнка.

- Трофим ― главный герой рассказа, пять лет на войне; погибает в бою, спасая жизнь жеребёнка своей кобылы.

- Эскадронный ― безымянный командир Трофима; сначала приказывает пристрелить жеребёнка («С жеребёнком мы навродь цыганев будем»), потом разрешает оставить его в сотне («Пущай при матке живёт»).

## Адаптации
Произведение экранизировано. По рассказу (с привлечением сцен из «Тихого Дона») в 1959 году на киностудии «Ленфильм» был снят одноимённый короткометражный художественный фильм ― Жеребёнок. Мастерская Г. М. Козинцева; режиссёр-постановщик В. А. Фетин, сценарий А. Витоля. В 1961 году киноленту отметили премией на VII Международном фестивале короткометражных фильмов в Оберхаузене (ФРГ).